# Аржанов, Михаил Александрович
Михаил Александрович Аржанов (1 [14] августа 1902, Ефингар, Херсонская губерния — 22 октября 1960, Москва) — советский юрист. Доктор юридических наук (1938), профессор, член-корреспондент Академии наук СССР (1939).

## Биография
Родился 1 (14) августа 1902 года в селе Ефингар, Полтавская волость, Херсонский уезд, Херсонская губерния, Российская империя (ныне Плющевка, Баштанский район, Николаевская область, Украина).
В 1930 году окончил Институт красной профессуры. В 1938 году защитил докторскую диссертацию «Фашизм — режим бесправия и беззакония». 28 января 1939 года избран член-корреспондентом Академии наук СССР.
Участник Великой Отечественной войны.
Работал в Институте государства и права и Институте философии АН СССР (с 1955 года — старший сотрудник), Академии общественных наук при ЦК КПСС.
Умер 22 октября 1960 года Москве, где похоронен на Новодевичьем кладбище.

## Научная деятельность
Исследовал теорию государства и права, государственное право, философские и правовые доктрины германского нацизма с марксистских позиций.

### Научные труды
- Гегельянство на службе германского фашизма. Критика неогегельянских теорий национализма. — М., 1933.
- Советское государственное право. — М., 1938.
- Теория государства и права. — М., 1949.
- Государство и право в их соотношении. — М., 1960.

## Награды
Награждён орденом Отечественной войны I степени и орденом Красной Звезды.